# Крамарев, Василий Константинович
Василий Константинович Крамарев — советский хозяйственный, государственный и политический деятель, Герой Социалистического Труда.

## Биография
Родился в 1920 году в селе Новоникольское. Член ВКП(б) с 1944 года.
Участник Великой Отечественной и советско-японской войн. С 1946 года — на хозяйственной, общественной и политической работе. В 1946—1985 гг. — колхозник, звеньевой, председатель колхоза «Коммунар» Уссурийского района Приморского края.
Указом Президиума Верховного Совета СССР от 22 марта 1966 года присвоено звание Героя Социалистического Труда с вручением ордена Ленина и золотой медали «Серп и Молот».
Избирался депутатом Верховного Совета РСФСР 8-го созыва.
Умер после 1985 года.

## Сочинения
- Крамарев, Василий Константинович. По пути рентабельности [Текст] : [Колхоз «Коммунар», Уссурийск. р-на]. — [Владивосток] : [Дальневост. кн. изд-во], [1974]. — 63, [31] с. : ил.; 16 см.